# Motoori Ōhira

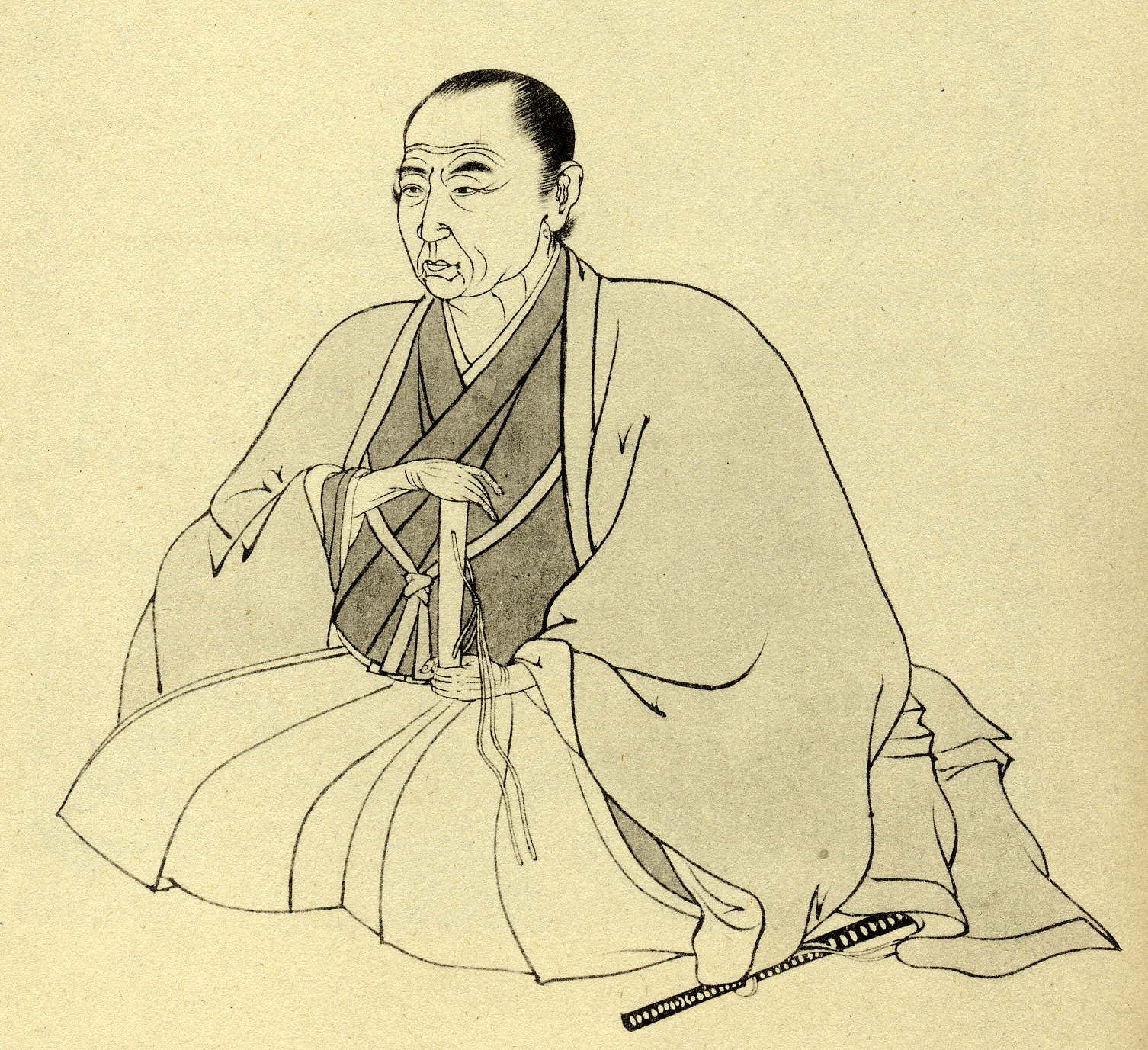
Motoori Ōhira

Motoori Ōhira (japanisch 本居大 平; geboren 17. März 1756 in Matsusaka (Provinz Ise); gestorben 23. Oktober 1833) war ein japanischer Gelehrter der mittleren und späten Edo-Zeit.

## Leben und Wirken
Motoori Ōhira war ein Sohn von Inakake Takashi (稲掛 棟隆), einem Tofu-Händler in Matsusaka. Sein Kindheitsname war Tsunematsu (常松), später Shigeho (茂穂), Ōhira. Allgemein bekannt war er als Jūzo (十蔵), Jūta (十太) oder Jūsuke (十太). Ōhira wurde auch Motoori Sanshiemon (本居 三四右衛門) und dann Fujigakinai-Ō (藤垣内翁) genannt.
Im Alter von 13 Jahren wurde Ōhira ein Schüler von Norinaga und arbeitete seitdem eng mit diesem zusammen. Unter anderem begleitete er ihn auf seinen Reisen. 1799, im Alter von 43 Jahren, wurde er von Norinaga adoptiert und wurde nach Norinagas Tod Oberhaupt der Familie Motoori anstelle seines Sohnes Haruniwa, der an einer Augenkrankheit litt. Er diente Tokugawa Harutomi (徳川治宝; 1771–1853), dem Herrn der Kishū-Domäne (紀州藩) – heute Präfektur Wakayama, und erhielt 1808 den Befehl, den Ergänzungsband zur Heimatgeschichte der Provinz Kii, das „Kii Zoku Fūdoki“ (紀伊続風土記) zu verfassen.
1808 verließ Ōhira Matsusaka und zog mit seiner Frau und seinem Kind nach Wakayama. Er hielt Vorträge vor Feudalherren und besuchte auf Wunsch seiner Schüler Ise, Matsusaka und Kyōto, um dort Unterricht zu geben. Die Zahl seiner Jünger zählte schließlich über 1.000. Akademisch konnte er jedoch keine besonders herausragenden Leistungen vorweisen. Der Schriftsteller Kyokutei Bakin (1767–1848) beschrieb ihn im „Kantabi Manroku“ (羇旅漫録) als „einen Mann mit gutem Charakter“. Mir seiner herzliche und aufrichtige Persönlichkeit hielt er die Motoori-Schule zusammen. Zu seinen Hauptschülern zählen Kanō Morohira (加納 諸平; 1806–1857), Kondō Yoshiki (近藤芳樹; 1801–1880) und Nagasawa Tomoo (長沢 伴雄; 1808–1859).
Ōhira verlor nacheinander seinen ältesten, zweiten und dritten Sohn und adoptierte Hamada Kamajirō (浜田 鎌次郎), den Schwiegersohn seiner dritten Tochter Fujiko (藤子), der als Motoori Uchitō (本居 内遠; 1792–852) die Familie übernehmen sollte und übernahm. Zu Ōhiras Forschungsbüchern gehört „Kagura-uta Shinsaku“ (神楽歌 新釈) – „Neue Erläuterungen zu den Schrein-Gesängen“, zu seinen Gedichtsammlungen gehören „Inaba-shū“ (稲葉集) und „Fujigaki Nai-bunshū“ (藤垣内文集).